# Stand by me, Stand by you.
『Stand by me, Stand by you.』（スタンドバイミー・スタンドバイユー）は、平井大の10枚目のデジタルシングル。2020年9月9日にエイベックス・エンタテインメントよりリリースされた。

## 概要
前作より2週間ぶり。2週間に一度のペースでリリースするデジタルシングルの第8弾。
2020年11月18日のデジタルEP「"winter2020" instrumentals」にはインストバージョンが収録されている。
2020年Spotifyにて、日本国内で9番目に再生された。

## ミュージック・ビデオ
デジタルリリースと同日の2020年9月9日に公開。監督はAdam Y。2022年12月現在6300万回以上再生されている。

## 収録曲
1. Stand by me, Stand by you. [3:13]

## テレビ演奏
- 2020年9月25日 - 日本テレビ系「バズリズム02」[6]
- 2020年11月27日 - テレビ朝日系「ミュージックステーション」[7]
- 2020年12月31日 - TBS系「CDTV ライブ!ライブ!年越しスペシャル 2020→2021」[8]
- 2021年12月24日 - テレビ朝日系「ミュージックステーション ウルトラSUPER LIVE 2021」[9]
- 2021年12月31日 - NHK総合「第72回NHK紅白歌合戦」[10]